# De l'autre côté de minuit
Pour plus de détails, voir Fiche technique et Distribution.
De l'autre côté de minuit est un mélodrame américain de Charles Jarrott sorti en 1977.

## Synopsis
L'ascension d'une fille de province française ambitieuse (Pisier), sa romance avec un pilote de l'USAF (Beck) puis un armateur grec (Vallone) jusqu'à sa chute.

## Fiche technique
- Titre original : The Other Side of Midnight
- Titre français : De l'autre côté de minuit
- Titre québécois :
- Réalisation : Charles Jarrott
- Scénario : Herman Raucher et Daniel Taradash d'après le roman de Sidney Sheldon
- Direction artistique : John DeCuir
- Décors : Raphaël Bretton et Anthony Mondell (en)
- Costumes : Irene Sharaff
- Montage : Donn Cambern et Harold F. Kress
- Musique : Michel Legrand
- Photographie : Fred J. Koenekamp
- Production : Frank Yablans
- Sociétés de production : Frank Yablans Presentations
- Sociétés de distribution :  20th Century Fox
- Pays d’origine :  États-Unis
- Langue : anglais
- Durée : 165 minutes
- Format : Couleurs - 35 mm - 1.85:1
- Genre : Mélodrame
- Dates de sortie
  - États-Unis : 8 juin 1977
  - France : 18 janvier 1978

## Distribution
- Marie-France Pisier : Noelle Page
- John Beck : Larry Douglas
- Susan Sarandon : Catherine Alexander Douglas
- Raf Vallone : Constantin Demeris
- Clu Gulager : Bill Fraser
- Christian Marquand : Armand Gautier
- Michael Lerner : Barbet
- Sorrell Booke : Lanchon
- Antony Ponzini (en) : Paul Metaxas
- Louis Zorich (en) : Demonides
- Charles Cioffi : Chotas
- Josette Banzet : Madame Rosa
- Jacques Maury : Philippe Sorel
- Louis Mercier : chauffeur de taxi parisien

## Distinctions

### Nominations
- Nomination lors de l'Oscar de la meilleure création de costumes en 1978 pour Irene Sharaff.